# Oecleus epetrion
Oecleus epetrion är en insektsart som beskrevs av Kramer 1977. Oecleus epetrion ingår i släktet Oecleus och familjen kilstritar. Inga underarter finns listade i Catalogue of Life.